# Panolis piniperda
Panolis piniperda är en fjärilsart som beskrevs av Georg Wolfgang Franz Panzer 1786. Panolis piniperda ingår i släktet Panolis och familjen nattflyn. Inga underarter finns listade i Catalogue of Life.